# Deposito ATM Precotto
Il deposito ATM Precotto è un'infrastruttura di servizio del trasporto pubblico a Milano per il rimessaggio e la manutenzione delle vetture tranviarie e metropolitane dell'ATM.

## Storia
Il deposito di Precotto venne costruito nella prima metà degli anni sessanta del XX secolo, come parte della prima tratta della linea 1 della metropolitana di Milano. Il deposito fu progettato dallo studio BBPR fra la fine del 1962 e gli inizi del 1963.
Il deposito venne posizionato presso la stazione di Marelli, ai confini fra Milano e Sesto San Giovanni. In origine comprendeva una rimessa vetture, un'officina e un anello di prova di 1 km di lunghezza.
La metropolitana entrò in servizio il 1º novembre 1964.
Nel 1969 entrò in servizio la prima tratta della linea 2; in attesa della consegna del materiale rotabile apposito, la linea 2 fu inizialmente esercita con le elettromotrici della linea 1, nel frattempo aumentate di numero; il deposito di Precotto fu ampliato allungando i capannoni della rimessa. In seguito i treni della linea 2 vennero ospitati nel deposito di Gorgonzola.
Dagli inizi del XXI secolo il deposito di Precotto viene utilizzato anche come deposito tranviario.

## Strutture e impianti
Il deposito Precotto venne realizzato in un'area posta all'estrema periferia di Milano, a ridosso del confine con Sesto San Giovanni, fra le fermate Villa San Giovanni e Sesto Marelli (allora capolinea della M1), alle quali è allacciato. L'impianto si compone di un capannone in cemento armato caratterizzato per la presenza di grossi lucernai, in vetro, di forma cupolare, che filtrano la luce nell'ambiente sottostante. Questo ha una capacità di ricovero per 135 vetture, su 12 binari, al quale va aggiunto l'attiguo fascio binari - scoperto - atto al rimessamento per altre 42, per un totale di 177 vetture. Il deposito dispone inoltre delle più moderne attrezzature per la manutenzione dei convogli della metropolitana, fra cui un ponte di soffiatura robotizzato, tornio per le ruote e smerigliatrice in fossa, per il rapido svolgimento delle operazioni di riprofilatura dei cerchioni delle ruote e di smerigliatura degli assi. Tutt'attorno il capannone si sviluppa invece un tracciato ad anello, interno al deposito, della lunghezza di circa un chilometro per la prova dei treni.
In origine era raccordato (in superficie) anche alla ferrovia attraverso una bretella che lo metteva in comunicazione direttamente con la Stazione di Sesto San Giovanni, così da agevolare il passaggio dei convogli della metropolitana dalle due infrastrutture. Dall'anello interno presente nella parte nord dell'impianto, confinante con via Platone, si staccava infatti un binario che entrava nel comune di Sesto San Giovanni impegnando via Adamello fino in viale Edison, dove svoltava a destra seguendo il corso del viale, andandosi a unire coi raccordi già presenti della Falck e della Marelli. Poco dopo via Karl Marx svoltava a sinistra, impegnando il tracciato in sede riservata lungo la via Montanari, che proseguiva fino ad arrivare in via Mazzini, al termine della quale si immetteva nello scalo ferroviario della stazione. Tracce del raccordo, dismesso negli anni novanta, sono ancor oggi visibili nella conformazione del muro di cinta del deposito che s'affaccia sulla via Adamello, negli spezzoni di binario che emergono qua e là sotto l'asfalto e lungo la via Montanari, e nella particolare conformazione che l'originale tracciato ferroviario ha lasciato impresso nella città fra quest'ultima e la via Mazzini.

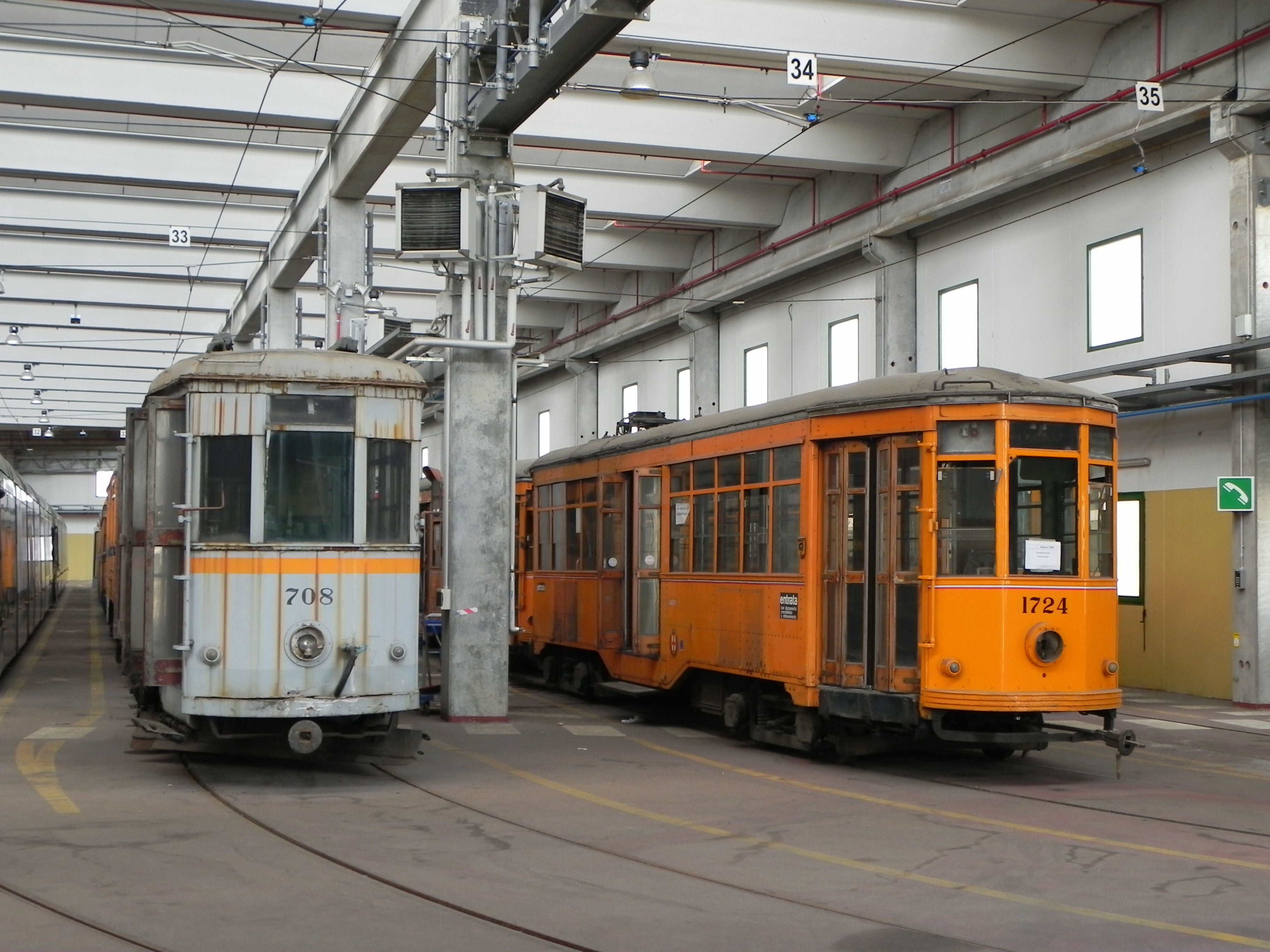
Le vetture 708 e 1724 accantonate all'interno del deposito.

### Il deposito tranviario
Contemporaneamente alla realizzazione della metrotranvia 7, si pensò di ampliare l'impianto in modo da poter provvedere anche al rimessaggio e alla manutenzione delle vetture tramviarie. La struttura venne realizzata da Metropolitana Milanese su un'area fino ad allora impiegata come via di corsa per il ponte mobile delle officine di revisione, ora riorganizzate sulle restanti superfici. L'impianto venne inaugurato il 7 luglio 2007, in occasione dell'entrata in vigore dell'orario estivo e del prolungamento della metrotranvia 7 da largo Mattei al deposito stesso. La rimessa per il ricovero delle vetture tramviarie consta di 26 binari passanti, con una capacità di 83 vetture di grande capacità (lunghezza circa 35 m, conformemente ai Sirio di serie 7100); l'officina invece consta di 12 binari (9 passanti e 3 tronchi) dotati di fossa per la lavorazione, binari rialzati e ponteggi per la manutenzione e di un tunnel di lavaggio, con binario passante.
Nel corso del 2009 il tetto del deposito viene rivestito di pannelli fotovoltaici, allacciati alla sottostazione elettrica a servizio della metropolitana. L'impianto viene inaugurato il 24 novembre 2009. L'energia solare prodotta fornisce il 10% dell'elettricità necessaria alla linea 1 della metropolitana, con una produzione di 1,45 milioni di kilowatt l'anno.
All'interno del deposito vi è anche l'anello terminale dell'incompiuta interperiferica nord (linea 7).

### Vetture tranviarie in dotazione
Il deposito ha in gestione l'esercizio delle linee 4, 7, 9 e 31, esercitate con tram serie 7100, 7500, 7600, 7700; completano il quadro delle assegnazioni ordinarie le vetture di servizio 702-716-717 (sabbiera) e la 1877 (traino veicoli). La struttura è inoltre utilizzata per il ricovero di diverse unità accantonate in attesa di un recupero a fini storici o di demolizione, alcune delle quali già accantonate in precedenza a Famagosta e Desio; fra queste si ricordano le motrici tipo Desio 44-45-48, la Reggio Emilia 87, le littorine 114-122-124, alcuni rimorchi interurbani, numerosissime Ventotto (fra cui degna di nota è la 1908, già 1502, oltre alla 1955), la 4500 (II) e la 5131.

## Galleria d'immagini

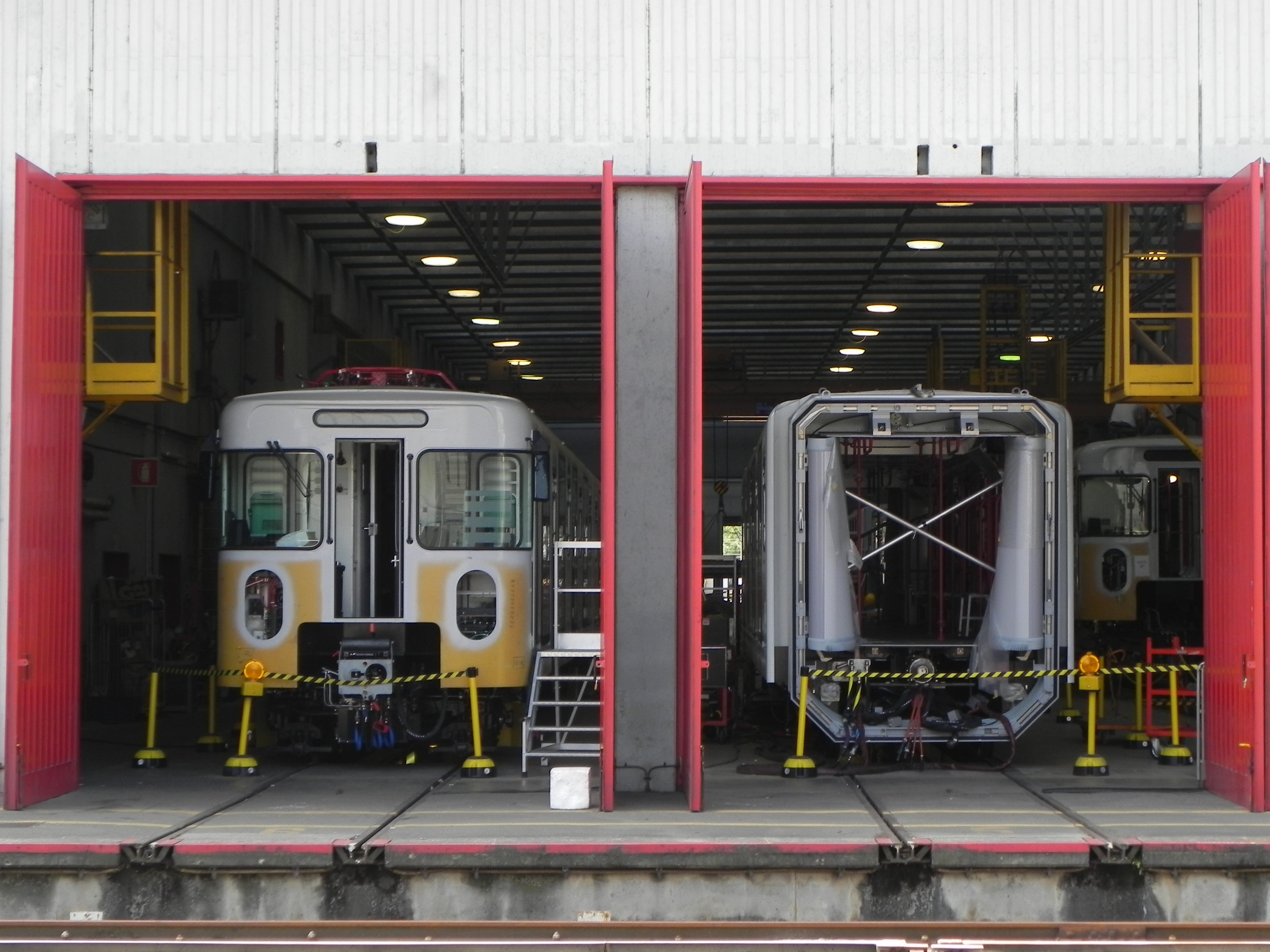
Le officine della metropolitana
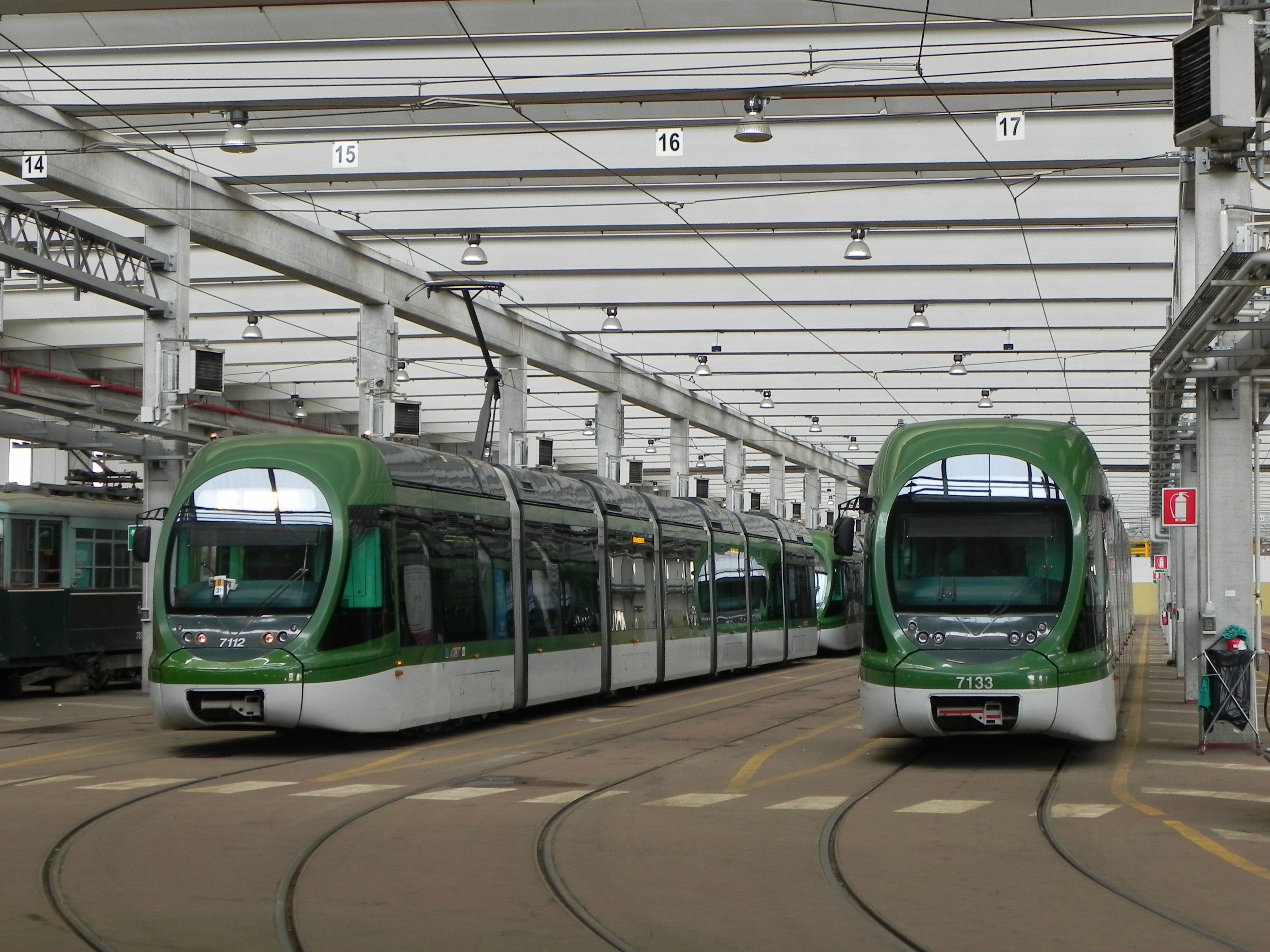
Precotto, alcune 7100 in rimessa
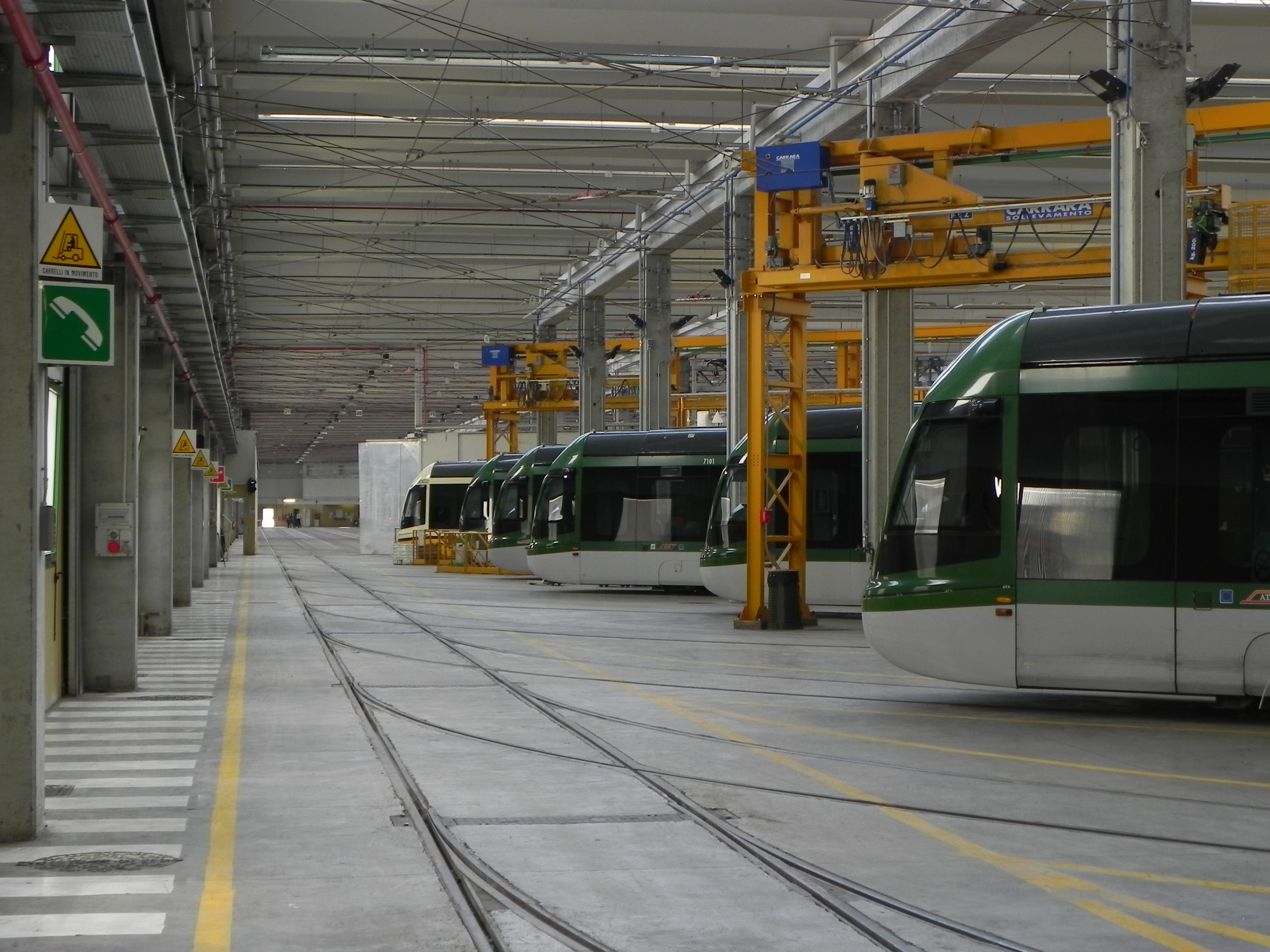
Precotto, panoramica delle officine tranviarie
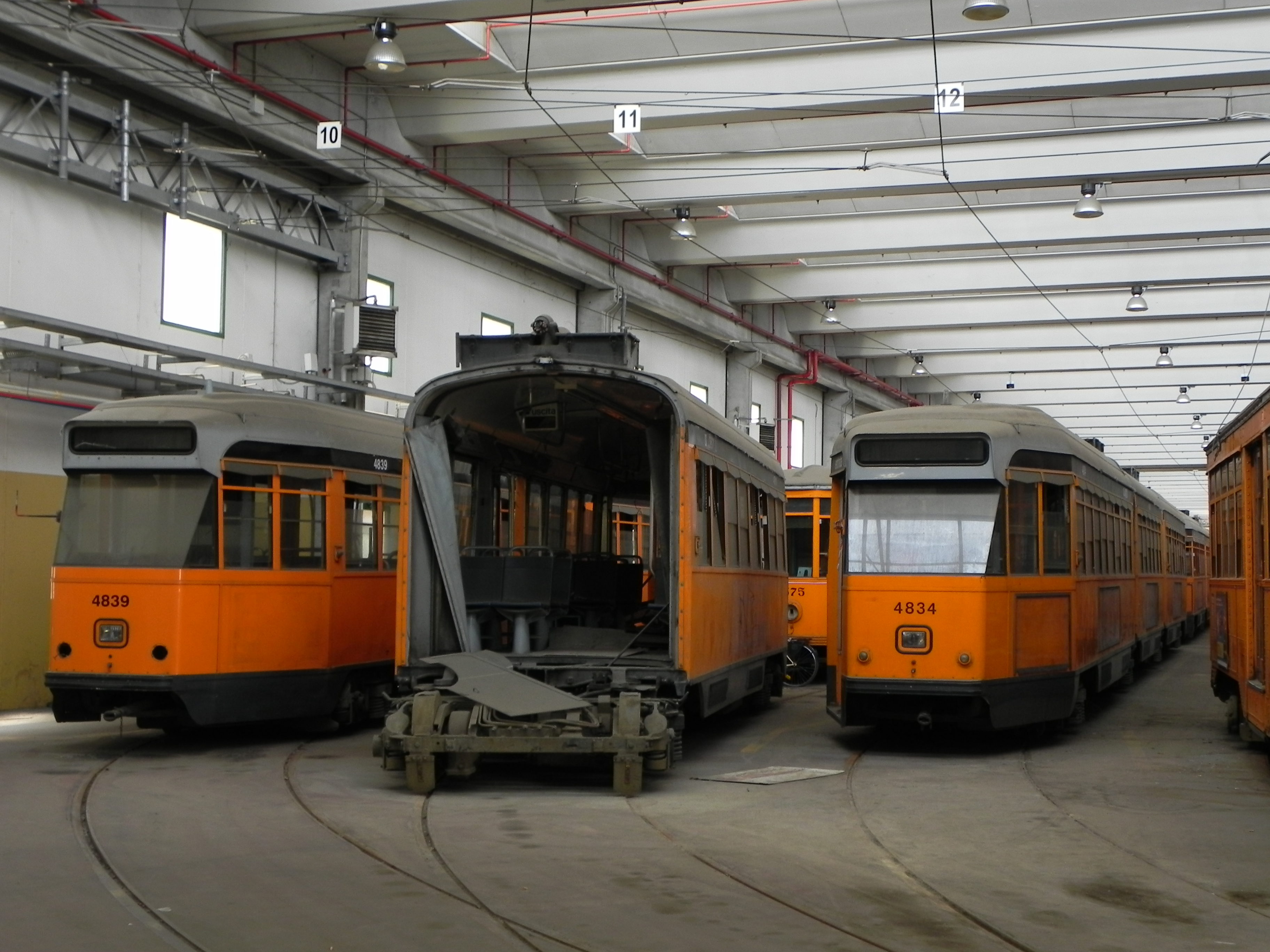
Precotto, alcune 4800 in demolizione
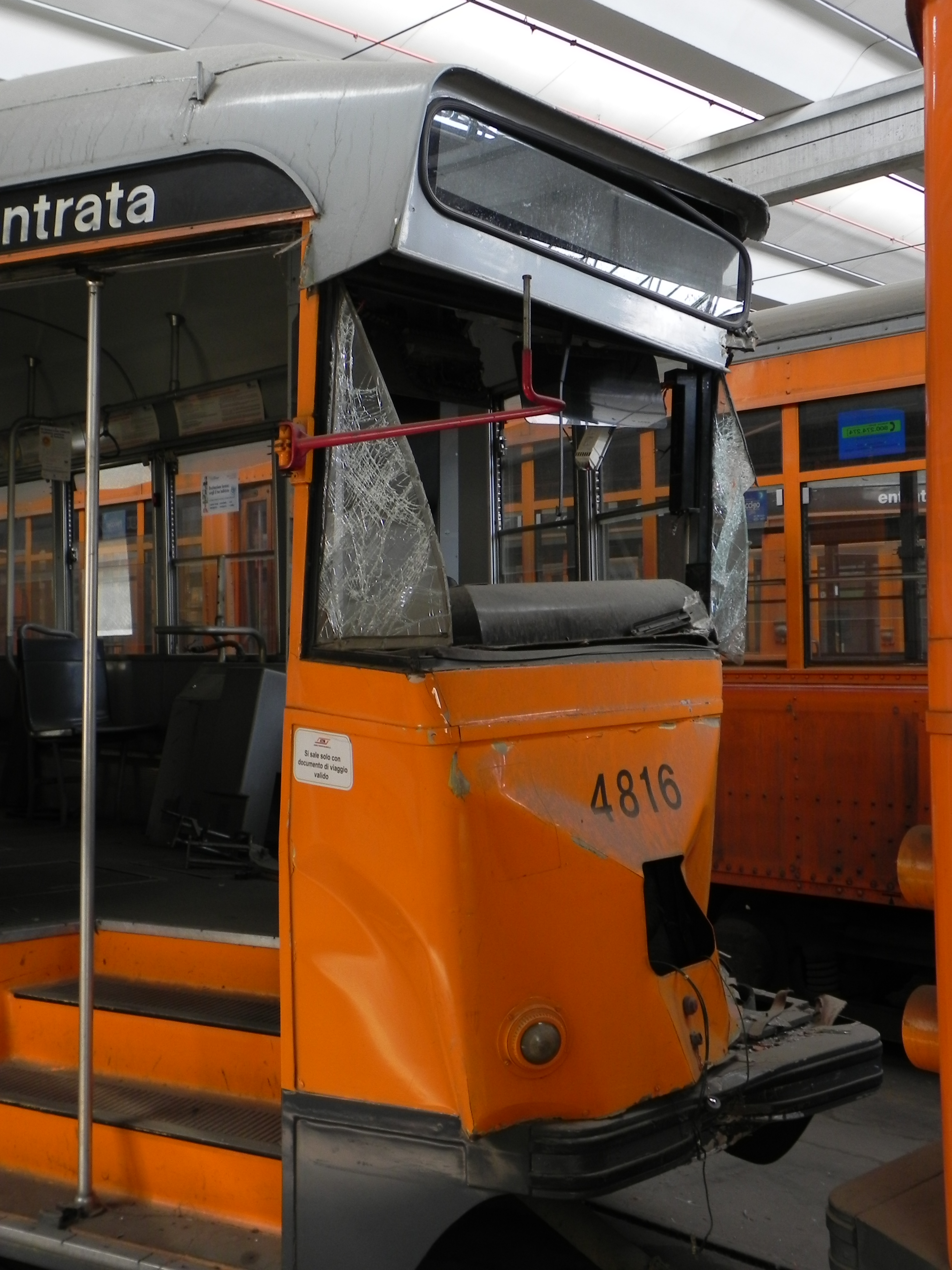
Precotto, la 4816 accantonata